# Château de la Roche-Pichemer
La Roche-Pichemer est un château situé sur la commune de Saint-Ouën-des-Vallons en Mayenne, à 300 m. à l'est du bourg.
Édifice des XIIIe siècle et XVIe siècle. Deux corps de logis encadrés par trois grands pavillons; chapelle remaniée au XIXe siècle.

## Désignation
- La Seigneurie de La Roche, XVe siècle (Aveu).
- La Roche-Pichemer, 1524; Jaillot ; Cassini
- Le domaine, fief et seigneurie de la Roche-Pichemer, 1525
- La Roche-Pichemère (Ét.-M.).

## Féodalité
Fief mouvant de La Chapelle-Rainsouin, auquel est attaché, au moins dès le XVe siècle, la seigneurie paroissiale de Saint-Ouën. Le seigneur avait droit de bailler mesure à bled et vin, en prenant le patron et essief de son suzerain; XII deniers sur la coutume des denrées vendues le jour de la ferrie de saint-Berthemi; IV mansois de chacune pipe de vin vendue audit jour de Saint-Berthelemy; épaves, droit de prendre namps et gaiges pour devoirs non payés; le sixième denier sur les ventes des contrats; droit de contraindre les sujets du bourg de Saint-Ouën au four banal, et ceux de la terre de la Roche et de Saint-Ouën à ses moulins à blé, à draps, serges et bureaux ou autres draps; luitre imprimée autour l'église, tant dedans que dehors.

## Le château
Le château de la Roche-Pichemer, certainement construit par Louis du Plessis (°1542 - † 1570), comprend un corps de logis rectangulaire, avec pavillon carré à chaque angle de la façade, en avant-corps. Au centre, une porte à plein cintre, pilastre et fronton triangulaire, une fenêtre géminée au premier étage, une lucarne aussi à double baie, surmontée d'un fronton cintré et de fleurons dans les combles, s'étagent, soigneusement appareillés en assises de granit. Le même motif de décoration se reproduit dans les autres ouvertures de la façade et des pavillons, sauf que les frontons sont triangulaires et moins massifs. Un corps de logis faisant retour d'angle, construit postérieurement dans un style plus simple, a été harmonisé à l'ensemble depuis 1840.
La façade nord conserve une tour ronde à l'angle nord-ouest; on suppose qu'avant la construction de l'aile est, il en existait une seconde, symétrique.
La chapelle est mentionnée en 1630; une demande de conservation est faite en 1804; elle a été depuis installée dans le château.
Le château bénéficie de deux protections au titre des monuments historiques, datés du 17 septembre 1973 : un classement pour les façades et toitures du château et des trois pavillons, la fuie, diverses pièces du premier étage et une inscription pour les façades et toitures des communs.

## La légende deCatherine-sans-pitié
La dame légendaire de la Roche-Pichemer, Catherine-sans-pitié, n'était pas une « bonne dame ». Entre autres méfaits, on l'accuse d'avoir attachés ensemble un homme et un bœuf et, pour voir lequel survivrait à l'autre, de les avoir laissés mourir de faim. Elle a donc été justement condamnée, pour des siècles, à des courses nocturnes sur un char de feu pendant les nuits d'hiver.
Comme il existe plusieurs Catherine dans les dames de la Roche-Pichemer, il serait téméraire de dire laquelle fut sans pitié. La légende a été mise en vers et imprimée.

## Maucourt de Bourjolly
L'historien Charles Maucourt de Bourjolly, le fils de Louis Maucourt de Bourjolly et de Julienne Boullant est né le 19 novembre 1645 au château de La Roche-Pichemer dont son père était fermier général.

## Les seigneurs de la Roche-Pichemer
Le domaine fut notamment la propriété de la famille du Plessis jusqu'en 1645, de la famille de Montesson de 1645 à 1778, et des familles de Hercé et d'Ozouville depuis le début du XIXe siècle.

### Famille du Plessis
- Jean du Plessis († <1435). Sa femme, Jeanne Triganne, pour le tirer des mains des Anglais, vendit les lieux de la Touche et du Val.
- Guillaume du Plessis, frère du précédent, époux d'Anne du Boiscornu, laisse à sa belle-sœur, le 2 octobre 1435, la jouissance de la Fauconnière et de la Gaisnière, jusqu'à ce qu'elle puisse recouvrer la Touche et le Val. Il vivait en 1464.
- René du Plessis, 1476, 1520. Jeanne Hatry, sa veuve, 1526. Ambroise, sa fille, veuve de N. Le Cornu, épousa Guillaume Drouault, seigneur de Villeray (Montourtier).
- Olivier du Plessis, 1524. Sa femme Renée de Sumeraine meurt en 1553.
- Louis du Plessis († 1573) épousa Françoise de Feschal, sœur de Jean de Feschal, seigneur de Thuré. Renée (1545), Jeanne (1547), René (1551), Julien (1554), Françoise (1557) naissent à la Roche-Pichemer. Françoise de Feschal est inhumée dans l'église le 22 août 1589.
- René du Plessis ;
- Ambroise du Plessis est qualifié seigneur de la Roche-Pichemer en 1607.
- Son frère Charles du Plessis (°1586) est tué en duel en 1609 par le seigneur de la Fresnaye, laissant veuve Philippe de Saint-Offange.
- Son autre frère François du Plessis (°1588 - † 1642) épouse le 31 janvier 1612, dans la chapelle de Malicorne, Catherine de Beaumanoir de Lavardin. Ils ont : Catherine (1612), François (1617), Charles (1619)[3], Marin (1621). Leur père, qui tue en duel en 1625[4] le fils du seigneur de la Rochehue, est enterré dans l'église Saint-Ouën de Saint-Ouën-des-Vallons en 1642.

### Famille de Montesson

Armes des Montesson : d'argent à 3 quintefeuilles d'azur

- Charles de Montesson (1608-1672), époux de Marie Prévost de Saint-Cyr, se rend acquéreur du château de la Roche-Pichemer le 22 mai 1645 de René du Plessis, mari de Catherine Lamy, et son frère Marin du Plessis.
- Marie de Montesson, fille du châtelain, se marie en 1668 dans la chapelle du château[5], avec Alexandre, marquis d'Aché, seigneur de la Roche-Talbot.
- Guy de Montesson, fils de Charles de Montesson, marquis de la Roche-Pichemer[6].
- Jean-Baptiste de Montesson (1646-1731) et son fils, aussi nommé Jean-Baptiste (Jean-Baptiste de Montesson (1687-1769)[7]), habitèrent aussi quelquefois à la Roche-Pichemer.
- Après la mort de ce dernier, par acte du 16 mars 1778, Marie des Nos, épouse de Joseph d'Aliney d'Elva, en son nom et au nom des nombreux cohéritiers de sa branche, vendit le domaine à François et Jean Lilavois, négociants à Port-au-Prince (Saint-Domingue), représentés par leur sœur Marie Lilavois, veuve de Guillaume Foucault de Vauguyon.

### Famille de Hercé, d'Ozouville

Armes des Hercé : d'azur à 3 herses d'or, 2, 1.

- Ce fut la fille de cette dernière, Marie-Françoise Foucault de Vauguyon, épouse de Jean de la Haie de Bellegarde, qui eut ce domaine.
- Marie de la Haie de Bellegarde épouse en 1804 Jean-François de Hercé (°18 février 1776 Mayenne - † 31 janvier 1849 Nantes), maire de Saint-Ouën-des-Vallons (1804) puis de Laval (1814-1829), enfin évêque de Nantes.

- Leur fille unique, Marie-Lucie de Hercé (° 18 janvier 1800 - † 5 juillet 1840, fondatrice de la Maison des Sœurs de charité à Laval), épouse le 7 septembre 1825 Guillaume-François d'Ozouville (° 16 mai 1794 - † 23 janvier 1859), lui-même maire de Saint-Ouën-des-Vallons de 1827 à 1830 puis de 1850 à sa mort en janvier 1859, fondateur de la nouvelle église de Saint-Ouën-des-Vallons, par ailleurs historien. Commandeur de l'Ordre romain de Saint-Grégoire-le-Grand.

## Visite du château
Le château de la Roche-Pichemer est privé; l'intérieur n'est pas ouvert au public.
Accès aux extérieurs et au parc en suivant le parcours fléché (visite gratuite).
Horaires 2007 : du 1er juillet au 15 août, tous les jours entre 14h et 18h. 

## Le parc
Le parc est classé (Parties constituantes : bassin.) comme jardin remarquable.

## À voir à proximité
- le Château et le parc de la Roche-Pichemer
- Deux-Évailles (2,2 km) : Château de Trancalou
- Brée (3,1 km) : Château de la Courbe de Brée
- Gesnes (3,1 km) : Prieuré Saint-Georges de Gesnes
- Montourtier (3,7 km) : Château de Bourgon
- Montsûrs (3,7 km)
- La Bazouge-des-Alleux 5,3 km) : Église
- Neau (6,4 km) : Église Saint-Vigor de Neau